# Петорица браће
Петорица браће (тур. Beş kardeş) је турска телевизијска серија, снимана 2015.
У Србији се од 2019. приказује на телевизији TDC.